# Frankfurt-Höchst
Höchst is een stadsdeel van Frankfurt am Main. De voormalige zelfstandige stad ligt in het westen van Frankfurt. Höchst is met ongeveer 14.000 inwoners een middelgroot stadsdeel van Frankfurt. Het Industriepark Höchst, het grootste industrieterrein van Hessen, bevindt zich in Höchst. De plaats gaf haar naam aan de chemische fabriek Hoechst AG, sinds 2004 onderdeel van sanofi-aventis.

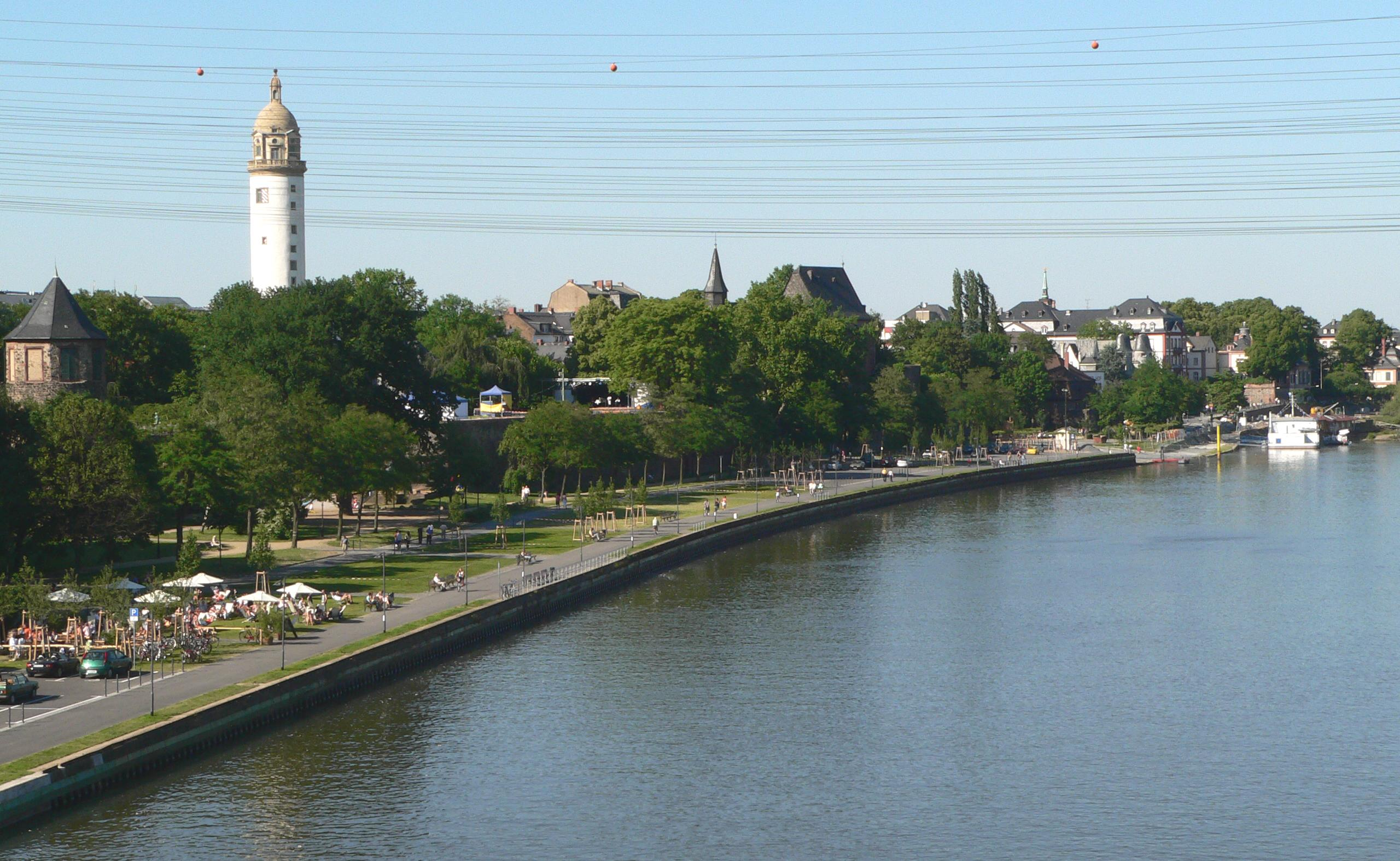
De Mainoever in Höchst

Altstadt · Bahnhofsviertel · Bergen-Enkheim · Berkersheim · Bockenheim · Bonames · Bornheim · Dornbusch · Eckenheim · Eschersheim · Fechenheim · Flughafen · Frankfurter Berg · Gallus · Ginnheim · Griesheim · Gutleutviertel · Harheim · Hausen · Heddernheim · Höchst · Innenstadt · Kalbach-Riedberg · Nied · Nieder-Erlenbach · Nieder-Eschbach · Niederrad ·  Niederursel · Nordend · Oberrad · Ostend · Praunheim · Preungesheim · Riederwald · Rödelheim · Sachsenhausen · Schwanheim · Seckbach · Sindlingen · Sossenheim · Unterliederbach · Westend · Zeilsheim